# PK 기관총
PK(러시아어: Пулемет Калашникова, 칼라시니코프 기관총)은 7.62 × 54 mm R 탄을 사용하는 다목적 기관총이다. PK 기관총에 대응하는 NATO측의 기관총으로는 FN MAG, MG3, M60 기관총 등이 있다.

## 상세
PK 기관총은 가스 작동식, 회전 노리쇠 방식으로 작동하며, 7.62 × 54 mm R 탄의 특성 때문에 복잡한 급탄기구를 가지고 있지만, 신뢰성은 높은 편이다.

## 변형
- PKM
- PKS/PKMS
- PKT/PKMT

## 같이 보기
- FN MAG
- FN 미니미
- FN 미니미
- IMI 네게브
- M60 기관총
- Mk.48 기관총
- 62식 기관총